# Foire de Paris
 (février 2025).
La Foire de Paris - désignée aussi sous son nom de marque « Foire de Paris » (sans l'article) - est une manifestation commerciale organisée à Paris depuis 1904. Elle a lieu chaque année vers la fin du mois d'avril et dure une dizaine de jours. Au travers d'une résidence organisée en univers (voir section Domaines d'exposition), elle propose une offre variée et la plus complète possible pour le grand public.
Elle se déroule depuis 1923 au parc des expositions de la porte de Versailles.
Avant cette date, elle naviguait entre le Carreau du Temple, le Grand Palais, le Champ-de-Mars, le jardin des Tuileries et l'esplanade des Invalides.

## Histoire
Le concept de foire commerçante remonte au Moyen Âge.
Entre 1798 et 1850, se tenait à Paris l'Exposition des produits de l'industrie française. Par la suite, le développement des expositions internationales permet également la promotion de produits et métiers, mais l'artisanat, les petits commerçants et entreprises françaises au tournant du siècle souffrent d'un manque de visibilité.
Faisant suite à la grande exposition universelle de 1900, la Chambre de commerce et d'industrie de Paris (CCIP) et un certain nombre d’organisations professionnelles, admiratifs du succès rencontré par la foire de Leipzig, décident de créer, en 1903, le Comité des Expositions de Paris (association - loi de 1901) pour organiser la première véritable Foire de Paris. Elle ouvre ses portes le 17 mars 1904 au Carreau du Temple.

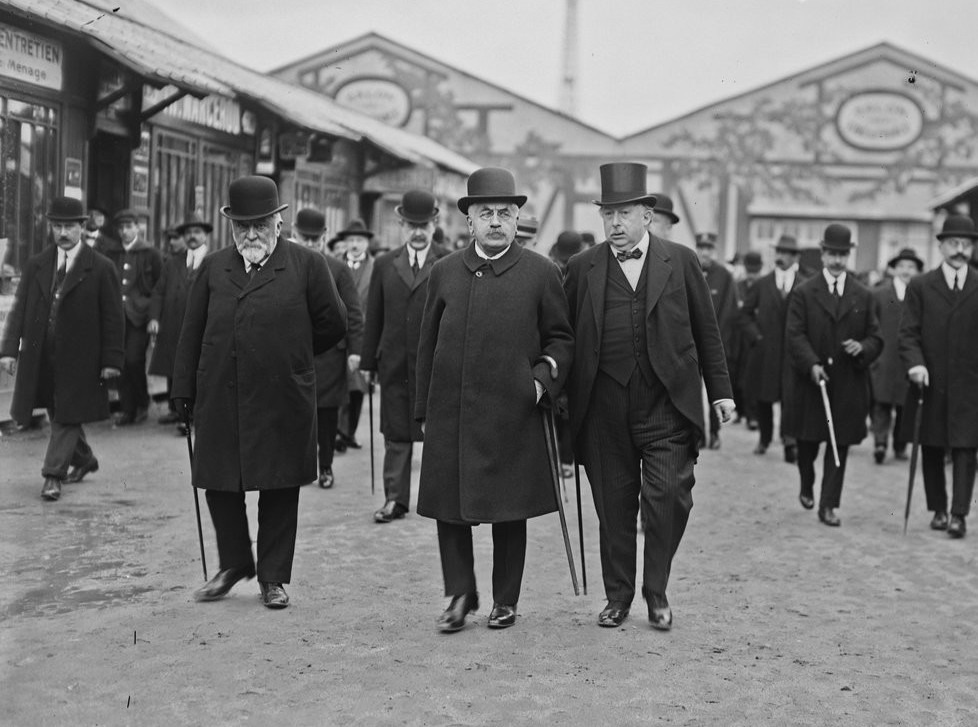
Le président Alexandre Millerand à la Foire de Paris de 1923.

Elle est à l'origine une foire aux échantillons et connaît un grand succès lorsqu'elle accueille le concours Lépine en 1929. Devant son succès grandissant, le Comité des Expositions de Paris décide, en 1921, de donner un lieu fixe à l'événement. Pour ce faire, il crée la Société d'exploitation du Parc des Expositions de Paris (SEPE) et retient comme lieu, le terrain de la foire aux bestiaux, sis à la porte de Versailles. Les premiers bâtiments voient le jour en 1923. Ainsi nait le plus grand parc français d’expositions (7e européen en termes de surface et 1er en termes d’activité).[réf. nécessaire]

## Domaines d'exposition
- Maison et Habitat
- Métiers d'art et Cultures du monde
- Bien être, mode et accessoires
- Loisirs et Vie pratique
- Vins et Gastronomie

## Dates clé
1904 : 1re Foire de Paris au Carreau du Temple.
1921 : La Foire grandit encore et occupe le Champ-de-Mars et les Invalides reliés entre eux par l'Avenue de la Motte-Picquet.
1924 : La Foire de Paris est accueillie à la Porte de Versailles.
1954 : La Foire de Paris a 50 ans. Une médaille commémorative est remise aux exposants ayant au moins 25 ans d’ancienneté.
1957 : Pour la première fois, la manifestation est ouverte en nocturne.
1959 : Michel Debré, alors Premier Ministre, choisit la Foire de Paris comme lieu de rencontre entre les 6 partenaires du Marché Commun.
1972 : Le million de visiteurs est atteint cette année.
2004 : La Foire de Paris fête ses 100 ans ! Symbole de l’anniversaire, des bougies géantes ornent les toits de certains halls.
2014 : Foire de Paris fait le mur et s'expose à l'Imprimerie au cœur de Paris entre le marais et Beaubourg. Ce Hors les Murs est l’occasion de découvrir, de façon décalée, et étonnante, une marque qui depuis ses origines se donne pour mission de diffuser auprès du grand public les grandes innovations ou petites curiosités du monde qui rendent le quotidien plus beau, l’utile plus agréable, et la vie des citadins plus savoureuse.[passage promotionnel]

## Originalités
La Foire de Paris propose à ses visiteurs de rencontrer gratuitement des spécialistes dans les domaines où les différends sont les plus nombreux. C'est le "Carré des experts". Expérimentée en 2012, une opération originale a permis d'établir un partenariat avec les médiateurs professionnels, exclusivement membres de la Chambre professionnelle de la médiation et de la négociation. Il s'agit d'aider les visiteurs à rechercher un accord amiable plutôt  que de se perdre dans des affrontements et procédures qui n'en finissent qu'après la perte de la bonne volonté, beaucoup de perte de temps et d'argent.